# Влатко Стефановски
Влатко Стефановски (на македонска литературна норма: Влатко Стефановски) е северномакедонски китарист.

## Биография
Роден е на 24 януари 1957 година в Прилеп, Федеративна народна република Югославия, в семейството на режисьора Мирко Стефановски. Негов по-голям брат е драматургът Горан Стефановски.
Започва да се занимава с музика в Скопие, където през 1976 година е сред основателите на получилата широка популярност джаз рок група „Леб и сол“. От началото на 90-те години работи и самостоятелно, както и в съвместни проекти с разни музиканти.